# Мышастовка (станция)
Мыша́стовка — железнодорожная станция Северо-Кавказской Железной дороги, расположенная на участке Ростов-Главный — Краснодар-1. Расположена в одноимённой станице Старомышастовской Динского района, Краснодарского края.

## История
Станция построена в 1913 году. Возведена по проекту знаменитого украинского архитектора Сергея Тимошенко. Выполнена в стиле украинского архитектурного модерна.

## Описание
Мышастовка — промежуточная, грузопассажирская железнодорожная станция, расположенная в одноимённом населённом пункте, станице Старомышастовской Динского района, Краснодарского края. Станция находится на линии Краснодар-1 — Тимашёвская-1. Относится к Тимашевской дистанции пути — ПЧ24.
Станция имеет четыре пути — два главных пути и два станционных. Здание железнодорожного вокзала одноэтажное, последний ремонт был произведён в 2011 году. Здание железнодорожного вокзала является объектом культурного наследия и находится под государственной охраной.
- Вид на боковую платформу №3
- Вид в сторону четной горловины станции и железнодорожного переезда
- Вид на путевое развитие станции

## Движение по станции

### Пассажирское движение

#### Пригородное сообщение
Пригородное сообщение по станции представлено электропоездами, курсирующими по маршрутам Краснодар-1 — Тимашевская, Краснодар-1 — Староминская-Тимашевская, Краснодар-1 — Ростов-Главный и в обратном направлении.
С 10 декабря 2016 года в связи с многочисленными обращениями пассажиров на станции Мышастовка была добавлена остановка ускоренного пригородного электропоезда межрегионального сообщения Краснодар-I - Ростов-Главный . Продолжительность стоянки для посадки пассажиров на станции — одна минута.
Платформы для подачи электропоездов:
- 1-я (перрон вокзала) — 4-й путь;
- 2-я — 2-й путь;
- 3-я — 3-й путь.

| Круглогодичное обращение электропоездов | Круглогодичное обращение электропоездов | Круглогодичное обращение электропоездов | Круглогодичное обращение электропоездов | Круглогодичное обращение электропоездов | Круглогодичное обращение электропоездов |
| на Ростов                               | на Ростов                               | на Ростов                               | на Краснодар                            | на Краснодар                            | на Краснодар                            |
| № поезда                                | Маршрут движения                        | Тип поезда                              | № поезда                                | Маршрут движения                        | Тип поезда                              |
| --------------------------------------- | --------------------------------------- | --------------------------------------- | --------------------------------------- | --------------------------------------- | --------------------------------------- |
| 6702                                    | Краснодар-1 — Староминская-Тимашевская  | обычный                                 | 6709                                    | Староминская-Тимашевская — Краснодар-1  | обычный                                 |
| 6704                                    | Краснодар-1 — Тимашевская-1             | обычный                                 | 6703                                    | Тимашевская-1 — Краснодар-1             | обычный                                 |
| 6296/6294/6292/6291                     | Краснодар-1 — Ростов-Главный            | экспресс                                | 6298/6297/6295/6293                     | Ростов-Главный — Краснодар-1            | экспресс                                |

- Электропоезд ЭД9М (экспресс Краснодар-I — Ростов-Главный) проходит по 1-му главному пути станции
- Электропоезд ЭД9МК (экспресс Краснодар-I - Ростов-Главный) следует по 2-му главному пути
- Электропоезд ЭД9М сообщением Староминская-Тимашевская — Краснодар-I прибывает на 4-й путь станции

#### Дальнее следование
По станции осуществляется движение пассажирских поездов дальнего следования по направлению к городам курортам Черноморского побережья, таким как Адлер, Анапа, Новороссийск, и городам ближнего зарубежья, это Сухум и Минск. Ввиду малой деятельности станции, остановка поездов дальнего следования не предусмотрена. Ранее часть поездов дальнего следования останавливалась по станции только для технических стоянок, требуемых для пропуска менее скорым поездом более скорого, но, с вводом графика движения пассажирских поездов 2018/2019 года, такие стоянки на этой станции более не предусмотрены.
- Электровоз ЭП1М с пассажирским поездом Северобайкальск - Адлер проследует станцию по 1-му главному пути
- Электровоз ЭП1М с пассажирским поездом следует по перегону Мышастовка — Ведмидовка
- Электропоезд ЭС1 «Ласточка» (экспресс Ростов-Главный — Краснодар-I) следует по перегону Мышастовка — Титаровка

### Грузовое движение
Через станцию осуществляется транзит и грузового движения, к портам Азово-Черноморского бассейна, таким как: порт Кавказ, Новороссийск, Темрюк, Тамань.
По станции осуществляется маневровая работа связанная с доставкой вагонов-цистерн с сжиженным природным газом на распределительную газовую станцию, 3 вагона раз четверо суток. Также осуществляется доставка промтоваров на складскую базу и доставка удобрений в полувагонах для местной агрофирмы. Работа осуществляется маневровым тепловозом ЧМЭ3Т.
- Электровоз ВЛ80Т с грузовым поездом  следует по 1-му главному пути станции (со стороны станции Ведмидовка)